# べーしっ君
『べーしっ君』（べーしっくん）は、荒井清和による4コマ漫画、およびそれを原作としたアニメ作品である。

## 概要
本作は、雑誌『ログイン』『ファミコン通信（現『ファミ通』）』に連載、『MSXマガジン』に広告マンガとして掲載された。連載開始は『ログイン』1984年7月号であり、連載期間は全誌を合わせると1984年～1997年と、述べ10年以上も続いた長期連載作品となった。黎明期のファミコン通信（現ファミ通）においては同誌のマスコットキャラクター的存在であり、創刊号はべーしっ君が表紙を飾っていた。
世界観やメインキャラクターの設定は、基本はアニメ「巨人の星」のパロディというスタイルを取った、コンピュータゲームマニアの中学生べーしっ君が主人公の、主にその時々の人気ゲームソフトを題材にとったギャグ4コマだった。連載が進むと巨人の星のパロディ色は徐々に薄れていき、ダジャレをベースにしたシュールなギャグや、連載中期以降に多く見られた独特の洗練された下ネタが多用されるようになる。また掲載当時の他マンガや時事ネタからのパロディネタも非常に多かった。また、一度しか登場しないような脇役やモブの顔を、意図的にきわめて特徴的に造形するというユニークな手法も確立していた。

## 擬音・台詞回し
本作のオチ等でしばしば使われた「うすらのばぼーん」や「すてらのなばびこーん」といった個性的な擬音や奇声（どちらか判然としない場合が多い）は、本作においての最大の特徴である。単行本第一巻では擬音索引を設けるほどに多用されており、べーしっ君といえば擬音というくらいに定着していた。また、作者は当初本作のタイトルを「擬音のマイコンはん（祇園の舞妓はんのもじり）」にするという構想もあった。
これらの擬音を使用は、当初はPC誌での連載だったこともあり、PC関連のネタだけで終わらせると何の印象も残らず流れてしまうと考え、何かインパクトのあるものを残そうと擬音を入れ始めたのがルーツだと後年作者は語っている。
作中のキャラの台詞回しには独特のセンスがあり、「なにかしらこの人……イッツ ソー デンジャラス!」「ほぅーらイッツ・ア バースデー プレゼーンツ!! なり」といった直訳英語を織り交ぜた文章や、「比較的にあうぜーっ!!」「それはわりとヤリィ!!」などの超口語的な表現が好んで使われた。連載中盤から語尾に四国松山の方言「～ぞなもし」や古文の助動詞の「～ナリ」も多用された。

## 登場人物
声優の記述は2003年のOVA版に関するものである。
目森 べーしっ （めもり べーしっ）
声：古谷徹
通称べーしっ君。名前の由来はプログラミング言語であるBASICから来ている。苗字はコンピュータ用語のメモリが由来。ゲームをこよなく愛する熱血漢の中学生。連載当初では流行遅れだった長髪とベルボトムのジーンズを履き、いつも肩からジョイスティックをぶら下げているという風貌。説明的セリフが多く、またおおむね、オチのコマでほかのキャラクターのボケに対して、前述の擬音とともにコケる役割を果たしている。
目森 二五六 （めもり にごろ）
声：加藤精三
べーしっ君の父。名前はコンピュータのメモリ容量などに多く使われた256（十六進法の100）という数字に由来する。「ゲームの星」を目指すため、息子を厳しく(?)鍛えているが、自らには甘く行動が軽い。
目森 エリア （めもり エリア）
べーしっ君の姉。名前の由来はコンピュータ用語の「メモリエリア」から。家族の中では比較的常識人だが、時々おかしな行動をする。べーしっの同級生である近藤ましんご臣と交際中(?)。しばしば意味もなく泣いている描写があるが、これも『巨人の星』の星明子がよく泣くキャラクターであったことに由来するパロディ。
べーしっの母
本名不明。目森家では一番変わった性格でコスプレ好き。その怪しい行動には目を見張るものがある。いつも首からマウスをぶら下げている。
可愛 ろり子 （かわい ろりこ）
声：岡部玲子
べーしっ君の同級生の女の子。顔に似合わず意外と発言が大胆。
近藤 ましんご臣 （こんどう ましんごおみ）
べーしっ君の同級生でありライバル。名前の由来は俳優の近藤正臣と、プログラミング言語のマシン語から来ている。成績優秀で、プログラミングが得意なナルシスト。マシン語の文字列をちりばめた柄のガクラン姿がトレードマークである。なぜかエリアに魅かれ果敢にアタックを繰り返しており、作中デート中と思われる場面もしばしば登場した。この両名はセットで登場する場合が多く、その場合おおむね、ましんご臣がエリアのギャグで気絶する（コケる）という形でオチがついた。ニヒルな雰囲気を漂わす美青年だが、抜けている面も。モデルは『巨人の星』の花形満で、エリアに惚れているのも花形満と星明子が結婚したことに由来する。
番長 ヨシオ
べーしっ君の同級生。頬に「バカ」という文字に見える傷痕がある。作中「いわゆる不良番長」と言われるが実はひょうきんなおろか者。「ウヒョ」が口癖。
コボルのおばちゃま
べーしっ君のおば。名前の由来は映画評論家の小森和子（通称：小森のおばちゃま）と、プログラミング言語のCOBOLから来ている。モデルも同様に小森和子。交友関係が広いが、ギャグセンスが古い。なお、その歴史の初期から現代に至るまで、プログラミング言語の設計者は男性がほとんどで「プログラミング言語xxの父」のように言われるが、COBOLの筆頭設計者は女性のグレース・ホッパーであり、「べーしっ君」読者の世代の技術者はホッパー准将を指して「本物のCOBOLのおばちゃま」と言ったりする。
尾倉保間 ミキ （おくらほま ミキ）
べーしっ君の同級生の女の子。名前はアメリカ民謡『オクラホマミキサー』に由来し、これは初登場時フォークダンスの練習を行なっていた事と関連する（この回のみ「尾倉保間ミキさん」と呼称されている）。「クラス1のファンシー少女」で、べーしっ君に思いを寄せるが意外に気が多い。「ララン」が口癖。外観は1986年にデービーソフトから発売されたコンピュータゲーム『うっでいぽこ』が元ネタ。
ポピュラ 寸一 （ポピュラ すんいち）
べーしっ君の同級生。名前はコンピュータゲーム『ポピュラス』と作曲家の都倉俊一に由来し、同ゲームの地形を模した髪形をしている。おとなしそうな顔と裏腹に下ネタを好む。
謎の老人
名前は不明だがわりと頻繁に登場するゲーム好きの老人キャラ。銭湯によく出没。なぜか女言葉を話す。コマネチのポーズで「ぽんち!!」と叫ぶなど、下ネタの一発芸が得意。

## 単行本
コミックスは全4巻がアスキーコミックスより発売（最終話近辺は未収録）。尚、1巻と2巻は当初はLOGIN別冊としての発売であり、後のアスキーコミックスの設立時に統合されて再発売された。ちなみにアスキーの初の漫画単行本の発売はべーしっ君である。
2016年にリットーミュージック内の出版レーベルである立東舎より、アスキーコミックス版には未収録だった最終回を含む約100本の作品が追加された『べーしっ君 完全版』が発売された。

### 番外編
血染めのジョイスティック
単行本第1巻書き下ろしの短編。本編の4コマ漫画とはうって変わって、比較的シリアスなストーリー漫画の体裁を採っていることが特徴。ファミコン大臣決定戦をべーしっ君と番長ヨシオがファミコンゲームの『バード・ウィーク』と『ギャラクシアン』で対決する。
家が貧しく兄弟が多い番長ヨシオは、大会に優勝し一流ゲーマーとしてゲームメーカーから契約金をもらう為に出場という、内容的には『巨人の星』の熊本農林高校戦（対左門豊作戦）のパロディ化したものであり、また競技化されたゲーム対決の描写には『ゲームセンターあらし』の影響も見られる。2016年に電子版の短編として発売された。
四角いスタジアム
単行本第2巻の描き下ろしの短編ストーリー漫画。転校生オナラーデ・トバスーゼ（モデルはオレステス・デストラーデ）と、べーしっ君との『プロ野球ファミリースタジアム』で対決という、前述の「血染めのジョイスティック」と同じく巨人の星のパロディがベース。
サルトQ
単行本3巻の描き下ろしギャグ漫画。当時流行のクイズ番組『カルトQ』のパロディで、べーしっ君やポピュラ寸一らがゲームにちなんだカルトクイズで対戦するショートギャグ。
目森家の人々
単行本第4巻に収録された、アスキーコミック1992年8月号から10月号に掲載された番外編。4コマではなくショートショートで展開。

## 続編
オトナべーしっ君・エンタべーしっ君
『オトナファミ』→『エンタミクス』（『ファミ通』姉妹誌）に掲載されている特別編。『オトナファミ』でのタイトルは「オトナべーしっ君」、『エンタミクス』でのタイトルは「エンタべーしっ君」となる。内容は大人に成長した主要人物のその後の姿が描かれているが、作風はほぼ原作を踏襲している。

## 映像作品

### テレビシリーズ（虚報）
実在しない、午後5時30分から30分枠のテレビアニメシリーズ。『ログイン』1986年4月号にて2ページにわたり紹介され近日放映予定とされたが、これはエイプリルフールのジョーク記事で虚報であった。しかし虚報であることを示すサインが目立たなかった事から、この記事を信用した読者も多かったとされる。

### テレビCM
『ファミコン通信CF・べーしっ君アニメ編』。1986年にテレビゲーム雑誌『ファミコン通信』創刊に際して放映された、べーしっ君を元にしたアニメコマーシャル（関東・関西地区のみ放映）。原画は原作者の荒井清和本人。
当時の編集部スタッフはテレビCMの制作に関して門外漢であり、当初はPC-8801用簡易アニメーションツール『カリグラフツール』で独自制作した映像を放映する計画もあったとされる。また本CMは実写を前提とした（べーしっ君がほとんど登場しない）制作プロダクションによる絵コンテ案を全てボツにして、編集部スタッフのゴリ押しに近い形でアニメーションでの制作が決定されている（この項「パソコンはメディアだ!」『ログイン』1986年7月号122-127頁を参考とする）。
本CMが、日本において主流のリミテッドアニメ（1秒間12コマ）ではなくフルアニメ（1秒間24コマ。ディズニー映画が代表的）で制作されていたのも同様の経緯で、制作プロダクションの提案を突っぱねて無理強いした結果であるが、フィルム完成後、担当者自身も「すごい違和感があった」と認めている（この項「ログインは100号なのである!」『ログイン』1986年1月23日号154頁を参考とする）。

### OVA
『「べーしっ君」四コマアニメDVD』現在第1巻（全30話）。2003年に、たのみこむにて受注生産が決定され、株式会社ネオプレックス企画制作・株式会社エンジン販売でOVA化されたもの。販売形態はDVD。アニメだが実際は原作の漫画のコマにエフェクトと声優のアフレコが付け足されているというスタイル。本作のキャラクターの元ネタの『巨人の星』飛雄馬・一徹コンビと同じ古谷徹・加藤精三による声の出演が実現した。
原作では「すぽぽーん!」などの擬音が登場人物の肉声か擬態語か判然としない場合が多かったが、本作では肉声という解釈で演出された。エンディング・テーマは原作者の荒井清和本人が作詞・作曲・歌を担当している。最後に収録の「命名にとまどうエリア」はOVA用の特別描き下ろしである。尚、原作のセリフにある実名の商品や関連物の多くは元の名前をもじったものに変更されている。※例「ゼビウス→セビウス」「ピーチ姫→ピー千姫」他

## 関連ソフトウェア
べーしっ君の大冒険（PC-8801mkII、1985年、アスキー）
雑誌『ログイン』1985年9月号にてプログラム・リストとともに発表。また『テープログイン』1985年9月号に収録。パロディ性の強いRPGで、異世界で敵モンスターと戦いつつ、ましんご臣にさらわれた ろり子を救出するのが目的である。
MSXべーしっ君（MSX、1986年、アスキー）
MSX2対応のMSX-BASICコンパイラ。べーしっ君をイメージキャラクターとするソフトウェア。ソフトウェア名とパッケージイラスト以外に本作との直接的な関係はない。
MSXべーしっ君ぷらす（MSX、1990年、アスキー）
MSX2+に対応した新バージョン。
MSXべーしっ君たーぼ（MSX、1992年、アスキー）
MSXturboRに対応した新バージョン。

北海道連鎖殺人 オホーツクに消ゆ（ファミリーコンピュータ、1987年、ログインソフト・アスキー）
べーしっ君、目森二五六、番長ヨシオが隠れキャラクターとして登場。ファミコン版のキャラクターデザイン・イラストレーションは本作の作者である荒井清和である。

## その他
- 連載時に競合誌だった「コンプティーク」ではパロディ作品「N88-べーしっ君」が掲載されたことがある。